# یئولا
یئولا (به انگلیسی: Yeola) یک زیستگاه انسانی در هند است که در ناحیه ناشیک واقع شده‌است.

## خصوصیات
یئولا ۴۳٬۲۰۵ نفر جمعیت دارد.